# Cap (anatomia)

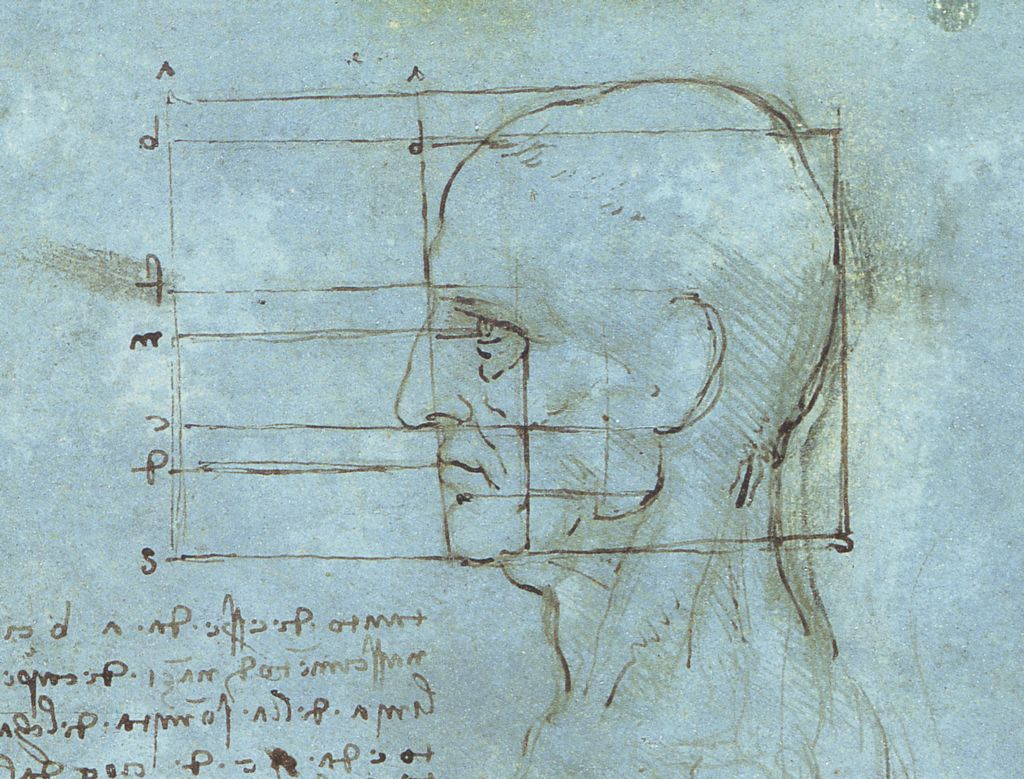
Dibuix d'un cap humà

El cap o la testa d'un animal és la part anterior del cos que conté la boca, el cervell i diversos òrgans sensorials (generalment òrgans de visió, oïda, olfacte i gust).
Els animals més senzills, com els que presenten simetria radial (esponges de mar, cnidaris i ctenòfors) no posseeixen cap, però sí que en tenen la majoria de les formes amb simetria bilateral; aquests animals posseeixen un eix antero-posterior de manera que en la part anterior del cos s'acumulen el cervell i els òrgans sensorials. El grau de cefalizació és variable en els diferents embrancaments bilaterals; molts posseeixen un cap incipient (platihelmints, anèl·lids, nematodes, mol·luscs, etc.). El màxim grau de cefalització es dona en artròpodes (sobretot insectes) i vertebrats; en aquests animals, el cap està netament diferenciat de la resta del cos i proveït d'òrgans sensorials molt eficients. Dintre dels bilaterals, hi ha també grups sense cap (bivalves, briozous, equinoderms, etc.).

## Vegeu
- Cap humà